# Joaquín Poza Cobas
Joaquín Poza Cobas (Pontevedra, 1870 - Pontevedra, 20 de agosto de 1948) fue un periodista y político español. 

## Trayectoria
Hijo de Laureano Poza Estévez. Librero e impresor, en su imprenta de la calle Michelena se imprimió la obra Documentos, inscripciones, monumentos, extractos de manuscritos, tradiciones, noticias etc. para la Historia de Pontevedra, de Casto Sampedro (1902), algunos números de la revista Nós, regulamientos de sociedades obreras y periódicos cómo El Amigo del Pueblo de Vigo. Tenía también una librería en la plaza Indalecio Armesto.
Alienado al movimiento republicano de Pontevedra ya a finales del siglo XIX, en 1900 aparece como administrador del periódico La Unión Nacional. Dirigente del Partido Radical desde sus inicios, en 1904 fue uno de los firmantes de la convocatoria al meeting que Alejandro Lerroux iba a dar en Pontevedra. Fue también director de los periódicos El Grito del Pueblo, órgano del Partido Republicano, y La Libertad (en 1907 era su administrador y, desde 1908, director y propietario, imprimiéndose en sus talleres tipográficos, fue sustituido por su hijo Joaquín).
Fue uno de los firmantes del manifiesto de los republicanos gallegos a la Junta Directiva de la Alianza Republicana en 1928. Socio del Centro Republicano de Pontevedra, militó inicialmente en el Partido Radical-Socialista, aunque se daría de baja posteriormente. En 1935 ingresa en el partido político Unión Republicana.
Casado con Pilar Juncal, hermana de José Juncal Verdulla, entre sus hijos destacaron Joaquín, Hernán y Laureano Poza Juncal.